# Sainte-Thorette

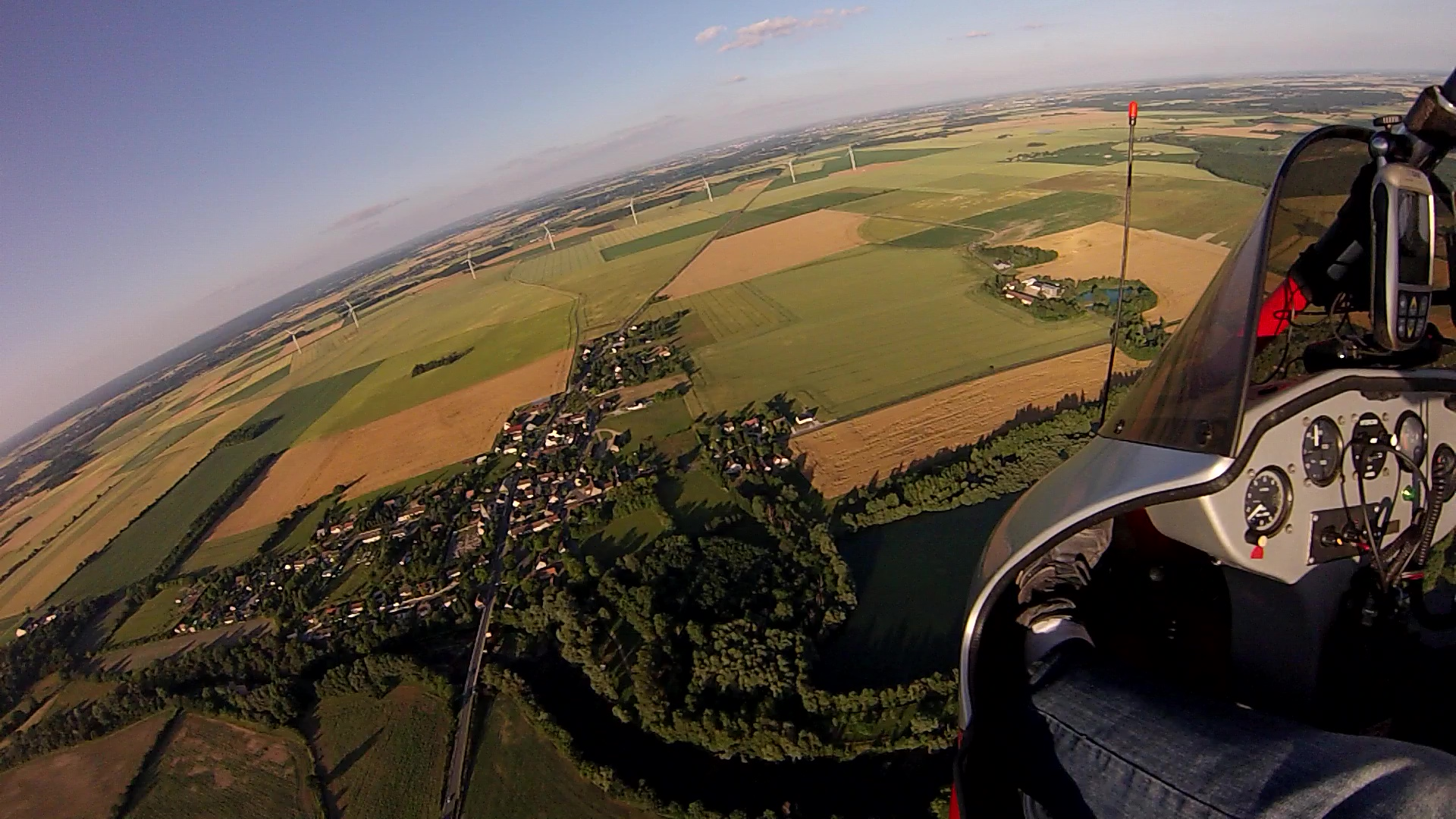
Sainte-Thorette (2013)

Sainte-Thorette ist eine französische Gemeinde mit 473 Einwohnern (Stand: 1. Januar 2022) im Département Cher in der Region Centre-Val de Loire; sie gehört zum Arrondissement Vierzon und zum Kanton Mehun-sur-Yèvre.

## Geographie
Sainte-Thorette liegt etwa zehn Kilometer nordwestlich von Bourges am Cher. Umgeben wird Sainte-Thorette von den Nachbargemeinden Quincy im Norden und Nordwesten, Mehun-sur-Yèvre im Norden und Nordosten, Marmagne im Osten, Villeneuve-sur-Cher im Süden, Plou im Südwesten sowie Preuilly im Westen.

## Bevölkerungsentwicklung
| Jahr                       | 1962 | 1968 | 1975 | 1982 | 1990 | 1999 | 2006 | 2018 |
| Einwohner                  | 315  | 284  | 276  | 366  | 426  | 425  | 482  | 479  |
| Quellen: Cassini und INSEE |      |      |      |      |      |      |      |      |